# Карибская тайна
«Карибская тайна» (англ. A Caribbean Mystery) — детективный роман писательницы Агаты Кристи, написанный в 1964 году. Роман рассказывает об очередном интересном расследовании мисс Марпл во время отдыха на карибском берегу. Существует другое название книги — «Мисс Марпл в Вест-Индии». Является единственным романом в цикле о Джейн Марпл, действие которого происходит за пределами Великобритании.

## Сюжет
Доктор Хейдок, врач деревни Сент-Мери-Мид, направил свою пожилую пациентку мисс Марпл на теплое море — поправить здоровье после перенесенной пневмонии, и племянник мисс Марпл Реймонд Уэст, успешный писатель, отправил любимую тетушку на Карибское море, на Барбадос — на тот момент колонию Великобритании.
И вот мисс Марпл и майор Пальгрейв, некоторое время в прошлом служивший в колониальной полиции, сидели у отеля «Золотая пальма» у берегов Карибского моря. Майор Пальгрейв, как всегда, рассказывал скучные истории о Кении, а мисс Марпл делала вид, будто слушает его. Увлёкшись болтовнёй, майор начал рассказывать мисс Марпл историю об одном убийстве, как один человек убивал своих жён, но инсценировалось самоубийство. Майор даже захотел показать собеседнице фотографию убийцы, которую получил от одного доктора, случайно снявшего этого человека. Он вытащил из бумажника фотографию и уже хотел показать мисс Марпл, как вдруг посмотрел куда-то, засуетился и спрятал фотографию. В это время к ним приблизились супруги Хиллингтоны и Дайзоны.
Вскоре майор Пальгрейв скончался от приступа гипертонии. Но мисс Марпл не уверена, что майор умер от болезни. Она уверена, что это связано с историей об убийце и фотографией. Она просит доктора Грехема найти фотографию среди вещей майора, объяснив, что это фотография её племянника. После поисков доктор Грехем говорит, что не нашёл фотографии. Теперь нет сомнений — майора Пальгрейва убили…

Подумав об этом, мисс Марпл огорчается, что она вдали от родины и ей некому помочь в расследовании. Как в тот же момент, когда она об этом думала, её окликает старик на инвалидной коляске — миллионер Рейфил. Мистер Рейфил уверен, что мисс Марпл права, и делится своими соображениями — умерший майор не раз хвастался в его присутствии идеальным здоровьем. Конечно, это могло быть простой бравадой, конечно, смерть майора могла быть приближена большим количеством алкоголя, которое каждый вечер поглощал отставной военный — но это вряд ли, ибо много пожилых людей злоупотребляют виски и от этого не умирают.
Вскоре Молли Кендал, вместе с мужем Тимом владеющая отелем, находит ещё одну жертву — горничную Викторию Джонсон. Работница отеля зарезана вечером на пляже. Выясняется, что она знала — таблетки от гипертонии, найденные в номере майора после его смерти, принадлежат не ему. Она их раньше видела в бунгало Грега Дайзона.
Этим количество жертв не ограничивается. Ещё через некоторое время на пляже находят захлебнувшуюся в воде жену Грега (муж звал её Лаки, то есть «везучая», настоящего её имени никто не знал). Мисс Марпл замечает, что у миссис Дайзон точно такой же купальник и такой же оттенок волос, как у Молли Кендал. Старая леди ещё более насторожена, зная от миссис Хиллингтон, что в последнее время Молли жаловалась на депрессию, такую сильную, что её посещали суицидальные мысли, и об этом (как Эвелин Хиллингтон ни старалась молчать) знал весь отель, ибо по внешнему виду Молли было заметно — ей не по себе. Но если Молли думала покончить с собой, почему мертвой оказалась так похожая на нее Лаки? Схватившись за это несоответствие, мисс Марпл в очередной раз блестяще раскрывает все случившиеся в отеле убийства.

## Персонажи
- Мисс Марпл
- Мистер Рейфил — богатый и ворчливый старик. С трудом передвигается.
- Эстер Уолтерс — секретарша мистера Рейфила.
- Тим Кендал — владелец «Золотой пальмы».
- Молли Кендал — жена Тима, также работает в отеле.
- Эвелин Хиллингтон — молодая женщина, отдыхающая в отеле.
- Эдвард Хиллингтон — муж Эвелин, учёный-биолог, даже на отдыхе не забывающий науку.
- Грег Дайзон — американец, попавший под подозрение.
- Миссис Дайзон — жена Грега, он называет её Лаки.
- Доктор Грехем — отдыхающий.
- Мистер Джексон — массажист мистера Рейфила.
- Преподобный Прескотт — каноник, отдыхающий в отеле.
- Мисс Прескотт — сестра каноника.
- Майор Пальгрейв — престарелый болтливый человек.
- Виктория Джонсон — горничная в отеле.
- Мистер Давентри — администратор из Джеймстауна.
- Инспектор Вестон — молодой, но толковый полицейский.
- Доктор Робертсон

## Связи с другими произведениями
Один из героев, мистер Рейфил, появляется в романе «Немезида». Он пишет Мисс Марпл письмо с приглашением, после чего умирает. Мисс Марпл начинает расследовать одно давнее преступление по его просьбе.

## Экранизации
- Телефильм в 1983 году с Хелен Хейз в главной роли в США.
- Полнометражная серия сериала «Мисс Марпл» в 1989 году. В главной роли — Джоан Хиксон.
- Полнометражная серия сериала «Мисс Марпл Агаты Кристи» в 2013 году. В главной роли — Джулия Маккензи.